# Daniel Mindel
Ivor Daniel Mindel (Johannesburg, 27 marzo 1958) è un direttore della fotografia sudafricano che lavora frequentemente con i fratelli Ridley e Tony Scott.

## Biografia
Nasce in Sudafrica da genitori bianchi ma si trasferisce durante l'infanzia e l'adolescenza in Australia e Gran Bretagna per ricevere una rigida educazione.
Inizia la carriera come assistente alla camera e alla gestione delle apparecchiature, acquisendo nel frattempo l'esperienza necessaria a diventare direttore della fotografia.
Negli anni novanta collabora con Ridley e Tony Scott in vari progetti come regista di seconda unità, assistente alla regia e altri lavori da operatore comune.
È comunque grazie a Tony che nel 1998 in Nemico pubblico partecipa come direttore della fotografia. Sempre con Scott partecipa a Spy Game, Domino.
Lavora anche ai film The Bourne Identity e Leoni per agnelli facendo da assistente alla fotografia.
Nel 2006 collabora con J. J. Abrams in Mission: Impossible III e nel 2009 per il reboot di Star Trek.

## Filmografia parziale

### Direttore della fotografia
- Snakeland, regia di Joëlle Bentolila – cortometraggio (1996)
- Recon, regia di Breck Eisner – cortometraggio (1996)
- Nemico pubblico (Enemy of the State), regia di Tony Scott (1998)
- Pallottole cinesi (Shanghai Noon), regia di Tom Dey (2000)
- Sand, regia di Matt Palmieri (2000)
- Killer Pink, regia di Patrick Cadell – cortometraggio (2000)
- Spy Game, regia di Tony Scott (2001)
- Fratelli per la pelle (Stuck of You), regia di Bobby Farrelly e Peter Farrelly (2003)
- Tooth Fairy, regia di Jake Scott – cortometraggio (2004)
- The Skeleton Key, regia di Iain Softley (2005)
- Domino, regia di Tony Scott (2005)
- Mission: Impossible III, regia di J. J. Abrams (2006)
- Cutlass, regia di Kate Hudson – cortometraggio (2007)
- Star Trek, regia di J. J. Abrams (2009)
- John Carter, regia di Andrew Stanton (2012)
- Le belve (Savages), regia di Oliver Stone (2012)
- Into Darkness - Star Trek (Star Trek into Darkness), regia di J. J. Abrams (2013)
- The Amazing Spider-Man 2 - Il potere di Electro (The Amazing Spider-Man 2), regia di Marc Webb (2014)
- Star Wars - Il risveglio della Forza, regia di J. J. Abrams (2015)
- Zoolander 2, regia di Ben Stiller (2016)
- Pacific Rim - La rivolta (Pacific Rim: Uprising), regia di Steven S. DeKnight (2018)
- Star Wars - L'ascesa di Skywalker (Star Wars: The Rise of Skywalker) regia di J. J. Abrams (2019)
- Twisters, regia di Lee Isaac Chung (2024)
- Uno Rosso (Red One), regia di Jake Kasdan (2024)

### Attore
- Mission: Impossible III, regia di J. J. Abrams (2006)